# Villiers (Südafrika)
Villiers ist eine Stadt in der südafrikanischen Provinz Freistaat. Sie liegt in der Lokalgemeinde Mafube im Distrikt Fezile Dabi.

## Geographie
Villiers hat 1287 Einwohner (Volkszählung 2011), im östlich gelegenen Township Qalabotjha leben 16.028 Menschen. Während 71 % der Bewohner in Villiers 71 % Afrikaans als Muttersprache angeben, sprechen in Qalabotjha 71 % Sesotho und 21 % isiZulu. Die Stadt liegt am Vaal, der hier von drei Brücken, davon eine für den Schienenverkehr, überspannt wird.

## Geschichte
Der Ort wurde auf dem Gebiet der Farmen Pearson Valley und Grootvlei errichtet, die vormals Lourens de Villiers gehört hatten. Er lag an der Strecke von Johannesburg und Durban sowie an der Grenze des Oranje-Freistaates zu Transvaal. Bis zur Gründung der Südafrikanischen Union im Jahr 1910 war er Sitz einer Zollstation.

## Wirtschaft und Verkehr
Haupteinnahmequelle ist die Landwirtschaft.
Villiers liegt an der National Route 3 (N3), die die Provinz Gauteng mit der Metropolgemeinde eThekwini verbindet, sowie an den Fernstraßen R26, die südwärts nach Frankfort führt, die R54, die nach Vereeniging führt, und der R103, die nach Harrismith im Süden führt. Die R51 mündet, von Balfour kommend, wenig nördlich von Villiers in die N3 und R54.
Villiers liegt an der Bahnstrecke Balfour North–Bethlehem, die im Güterverkehr betrieben wird.